# 今井寿美枝
今井 寿美枝（いまい すみえ、1954年 - ）は、群馬県前橋市にある、児童発達支援事業所「チャイルドハウス ゆうゆう」の施設長。長年の実践から、子どもの「這う」という動きを発展させた「はう運動あそび」を考案した。

## 経歴
群馬県立保育大学校を卒業後、児童養護施設「地行園」や群馬県吉岡町第四保育園（主任保育士）に勤務。1992年には、発達に遅れのある未就学児（0歳〜6歳）の支援を目的として「チャイルドハウス ゆうゆう」を前橋市に開園。2003年4月には、内閣府よりNPO法人として認定を受けた。2025年現在も施設長を務めている。

## 著書
- 生活とあそびで育つ子どもたち -河添理論の保育実践-（丸山美和子との共著、2010年・大月書店）
- 「はう運動あそび」で育つ子どもたち -河添理論の保育実践パート2-（2014年・大月書店）
- 「がまんする力」を育てる保育 -河添理論の保育実践パート3-（2016年・大月書店）